# Mezolit
Mezolit (z řeckého mesos, μεσος = střední a lithos, λιθος = kámen) nebo také střední doba kamenná označuje období mezi 10 000 př. n. l. až 8000 př. n. l. a končí začátkem neolitizace Evropy.
Mezolit je pokračováním paleolitu za změněných přírodních podmínek a spíše jen tradičně uznáván za samostatné období.

## Chronologie
Vzhledem k postupnému šíření zemědělství se spodní chronologická hranice mladší doby kamenné (neolitu) udává na různých územích rozdílně. Pro střední Evropu platí cca 5500 př. n. l.. Na Předním východě nastává po konci pleistocénu již prekeramický neolit a o mezolitu, jako lovecko-sběračské adaptaci na holocenní klima, zde tedy většinou ani nemluvíme.
Mezolit začal na konci poslední doby ledové (respektive po jejím posledním studeném výkyvu – mladším dryasu – v době 9600 let př. n. l.), kdy začalo rychlé oteplování a započalo období geologické současnosti (holocén). V závislosti na změně podnebí se měnila vegetace a vymizela řada zástupců glaciální fauny. Člověk prokázal vysokou schopnost adaptace a přizpůsobil se novým podmínkám.

## Podnebí, vegetace a fauna
V důsledku oteplování se z jihu navracelo lesní rostlinstvo. Nejprve bříza a borovice, poté líska a pak se postupně rozšiřoval smíšený dubový les s dubem, jilmem, lípou a jasanem. Ve výrazně teplých a suchých sprašových stepích pokračoval vývoj černozemí.
Voda z tajících ledovců se shromažďovala v jezerech a tvořila prostředí bohaté na ryby. S lesem se šířil los, jelen, srnec, divoké prase, zubr, medvěd, při vodních tocích se objevil bobr a vydra. Dále pes, zajíc a želva.

## Zdroje potravy
Od chladnomilné stádní zvěře otevřené tundry (kůň, sob polární) se lovci museli přeorientovat na lesní, spíše jednotlivě či v malých stádech žijící zvěř. Většího významu nabyl rybolov a lov vodního ptactva. Zejména zesílil podíl sběru lesních plodů.
Chladné podnebí ledových dob umožňovalo konzervaci potravy mrazem, v mezolitu bylo nutné ji obstarávat pravidelně. Jeden nezdar při lovu už v mezolitu neznamenal ohrožení existence. Zvířata žila rozptýlena v prostoru lesa. Lov byl (na rozdíl od paleolitu) více individuální. K lovu se užíval luk, šípy a přinejmenším místy i pes (jako první domestikované zvíře). Mezolitiky skončila epocha lovců a sběračů.

## Sídliště
Rozptýlenost zdrojů potravy znamenala i rozptýlenost osídlení. Osady byly malé, během roku se pravděpodobně stěhovaly podle zdrojů obživy (lov – rybolov – sběr). Na jednom místě se mohlo jen stěží uživit větší množství lidí po celý rok. Nevíme, na jaké vzdálenosti se stěhovali, ale víme, že sídliště byla vyhledávána opakovaně. Osady sestávaly z nevelkých lehkých nezahloubených chat. Na některých sídlištích byly nalezeny oválné nebo nepravidelné jámy, ojediněle s kůlovými jamkami. Tyto zahloubené objekty byly snad sezónními obydlími pro chladnější období, lehká letní obydlí zřejmě nezanechala výraznější stopy.

## Nástroje

### Kamenná industrie
Znakem je především výrazná mikrolitizace všech nástrojů, která započala již v předchozím období. Typologickým znakem jsou geometrické tvary: trojúhelníky, lichoběžníky, kruhové úseče a jednoduché příčně retušované hrůtky.

### Organické materiály
Na sídlištích konzervovaných rašelinou (Velká Británie, Dánsko, Skandinávie, Pobaltí) byly nalezeny početné nástroje a zbraně z jeleních a sobích parohů, dále předměty ze dřeva (luky, lopaty). Ve Friesacku (Braniborsko, západně od Berlína) byl nalezen fragment rybářské sítě, dále dřevěný plovák, části vesel, provázky atd. V Holandsku byl nalezen člun. Hojně se používaly kostěné a parohové nástroje (harpuny, oštěpy). Také lyže a saně.

## Umění
Umění v nálezech téměř úplně chybí, doklady se nezachovaly, jen ve východním Německu jsou doklady umělecké činnosti jako ornamentika na kostěných a parohových nástrojích (ryté linky, čárky, vrypy).

## Mezolitici a neolitici
V Evropě se začíná objevovat světlá barva kůže a světlé vlasy.
Během 6. tisíciletí byli lovci a sběrači vystřídáni pastevci a zemědělci neolitu. V dochované materiální kultuře se v celé Evropě však nenachází žádný náznak či předzvěst převratných následujících hospodářských změn. V mnoha regionech severní Evropy mezolitici zřejmě ještě po nějakou dobu přežívali a stali se tak současníky neolitických zemědělců, jinde pravděpodobně převzali novou civilizaci a přispěli tak k jejímu rychlému šíření.
Neolitici preferovali sprašové půdy, které mezolitici vyhledávali jen sporadicky, takže ke kontaktům (početně omezených skupin) takřka nedocházelo. Rychlý demografický růst neolitiků učinil z lokálních skupin mezolitického obyvatelstva během několika staletí nevýznamnou menšinu, jejichž životní prostor se neolitickou expanzí stále více zmenšoval. Mnohé technologické prvky považované za neolitické, jako jsou broušené kamenné nástroje či keramika, jsou nalézány již v mezolitických vrstvách.

## Významné evropské lokality
- Olenij ostrov (na Oněžském jezeře, 300 km severovýchodně od Petrohradu)
- Lepenski Vir (Srbsko)
- Star Carr (Velká Británie)

### Pohřeb z Téviec
Mezi lety 1928 až 1934 bylo objeveno a archeologicky prozkoumáno mezolitické osídlení a pohřebiště na ostrůvku Téviec západně od poloostrova Quiberon v Bretani (Francie). Téviec patří k několika málo mezolitickým nalezištím v Bretani. V době před 6 000 až 5000 roky, byl ostrov Téviec v laguně a Lamanšský průliv ještě neexistoval (takže na území dnešní Anglie bylo možno vstoupit pěšky). Tyto lokality jsou umístěny na odpadových (kuchyňských) hromadách, které obsahují především skořápky mořských měkkýšů, korýšů, kosti sépií, ryb, ptáků, kytovců a suchozemských savců, stejně jako úlomky po opracování pazourku. Právě v místech, kde lovci-sběrači žili a odhazovali zbytky mušlí a kosti, pohřbívali své zemřelé. Toto nahromadění schránek mořských živočichů způsobilo, že se hroby (pohřby) zachovaly; uhličitan obsažený v lasturách izoloval kosterní pozůstatky od kyselé zeminy.
Nástroje vyrobené z kostí a parohů jsou na nalezišti hojné. Kamenné pozůstatky zahrnují množství geometricky opracovaných nástrojů a součástí zbraní ze štípaného pazourku. Podle nového datování vznikly před 6 740 až 5 680 roky; naznačují tak mnohem delší osídlení než se dříve předpokládalo a jež skončilo současně se začátky neolitu.
V nalezišti Téviec bylo deset hrobů, které celkem obsahovaly pozůstatky 23 jedinců, dospělých i dětí. Přítomnost úlomku pazourku zaraženého a uvízlého v obratli jednoho jedince svědčí o násilné smrti. Hroby byly často spojené s rituálním ohništěm a mohly být pokryty vrstvou větších kamenů nebo kamenných desek. Hroty šípů byly nalezeny a odebrány z několika dalších koster; je dosti pravděpodobné, že se jednalo o pohřby po hromadném zabíjení.
V této hromadě lastur a kostí bylo také nalezeny stovky ostří nožů z pazourku, tisíce šípů, desítky sekyr z paroží jelenů, dvě desítky krátkých dýk z kančích kostí a další. Kostry byly vyzdviženy a jsou uloženy v několika francouzských muzeích a v pařížském Ústavu lidské paleontologie.

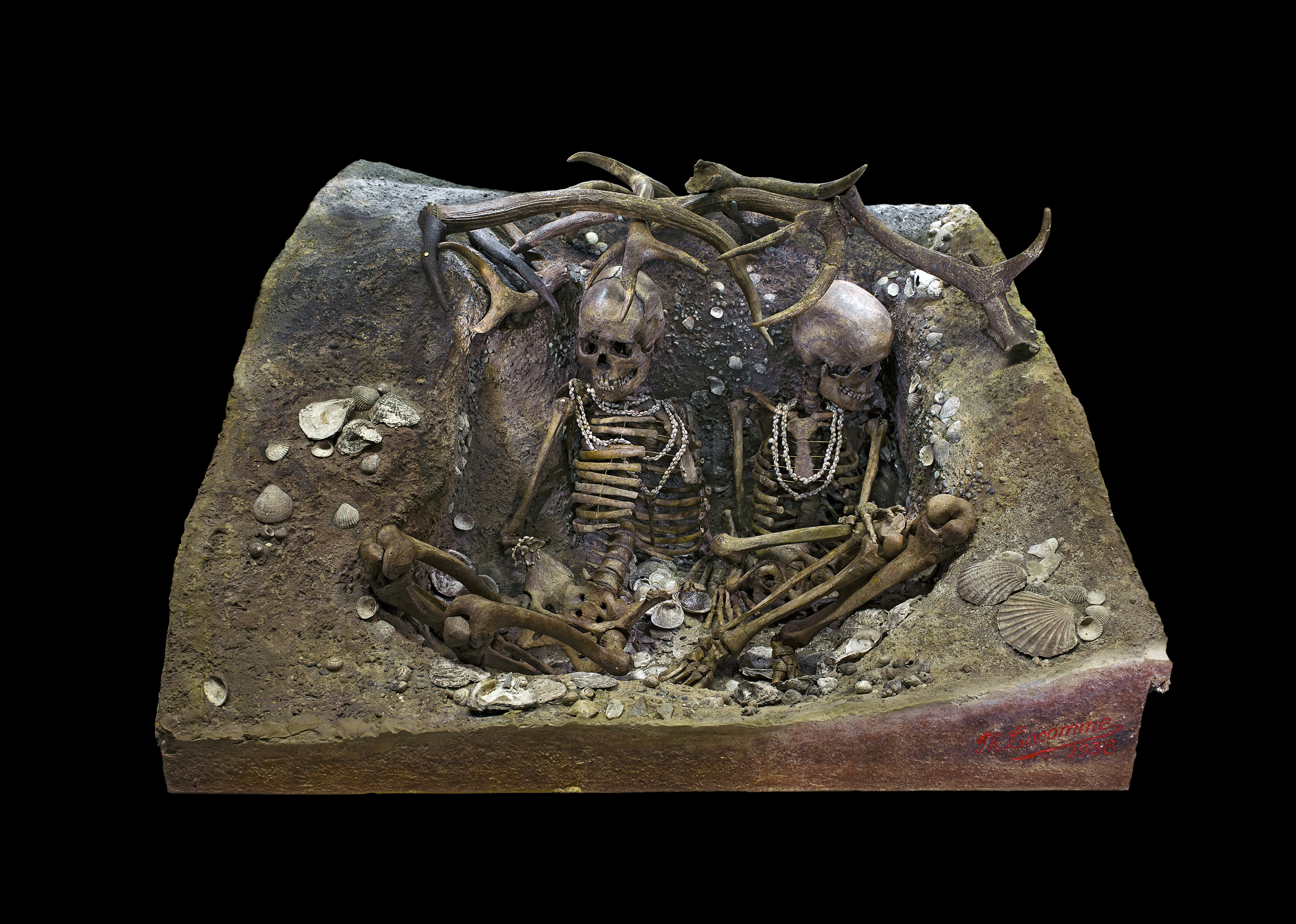
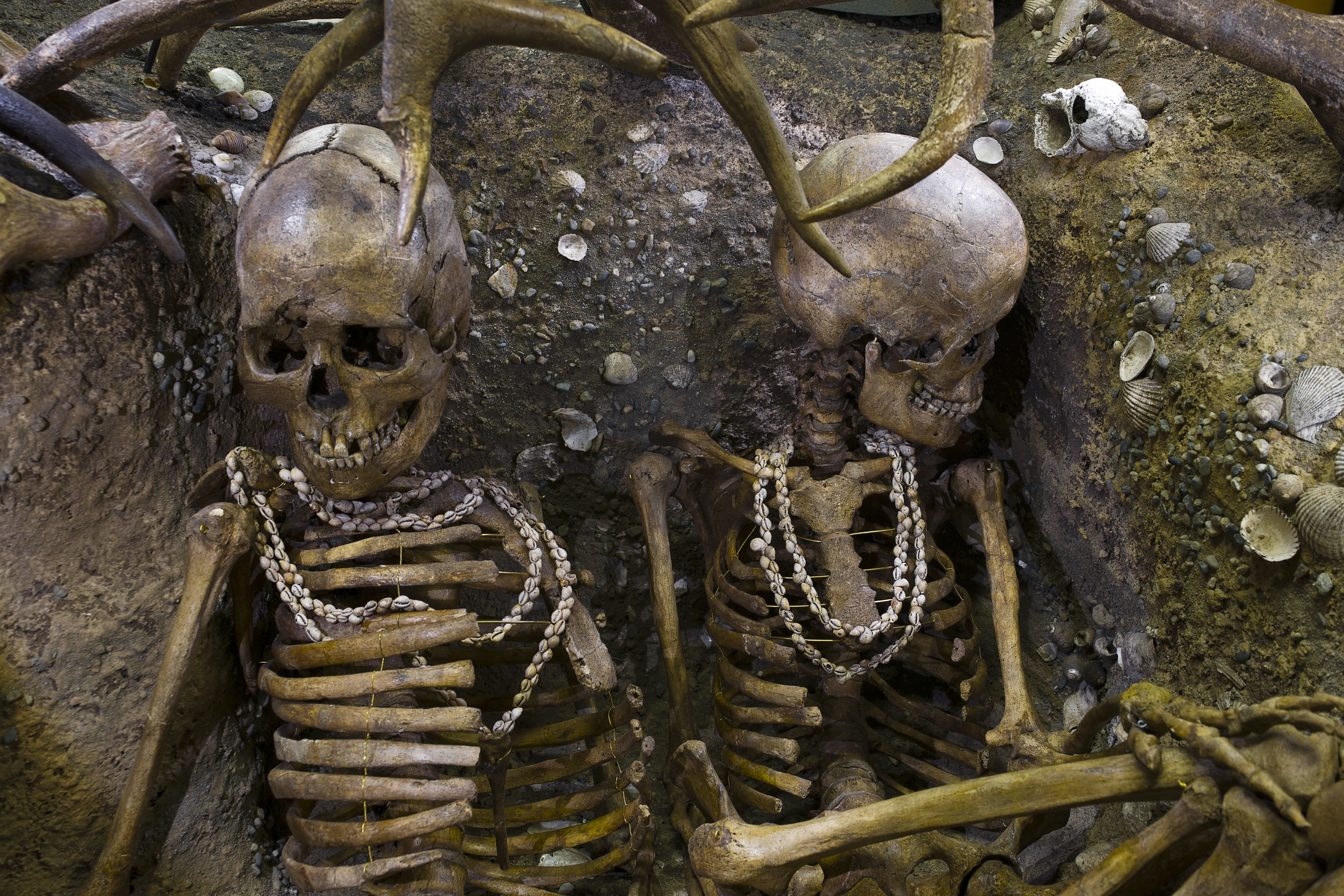
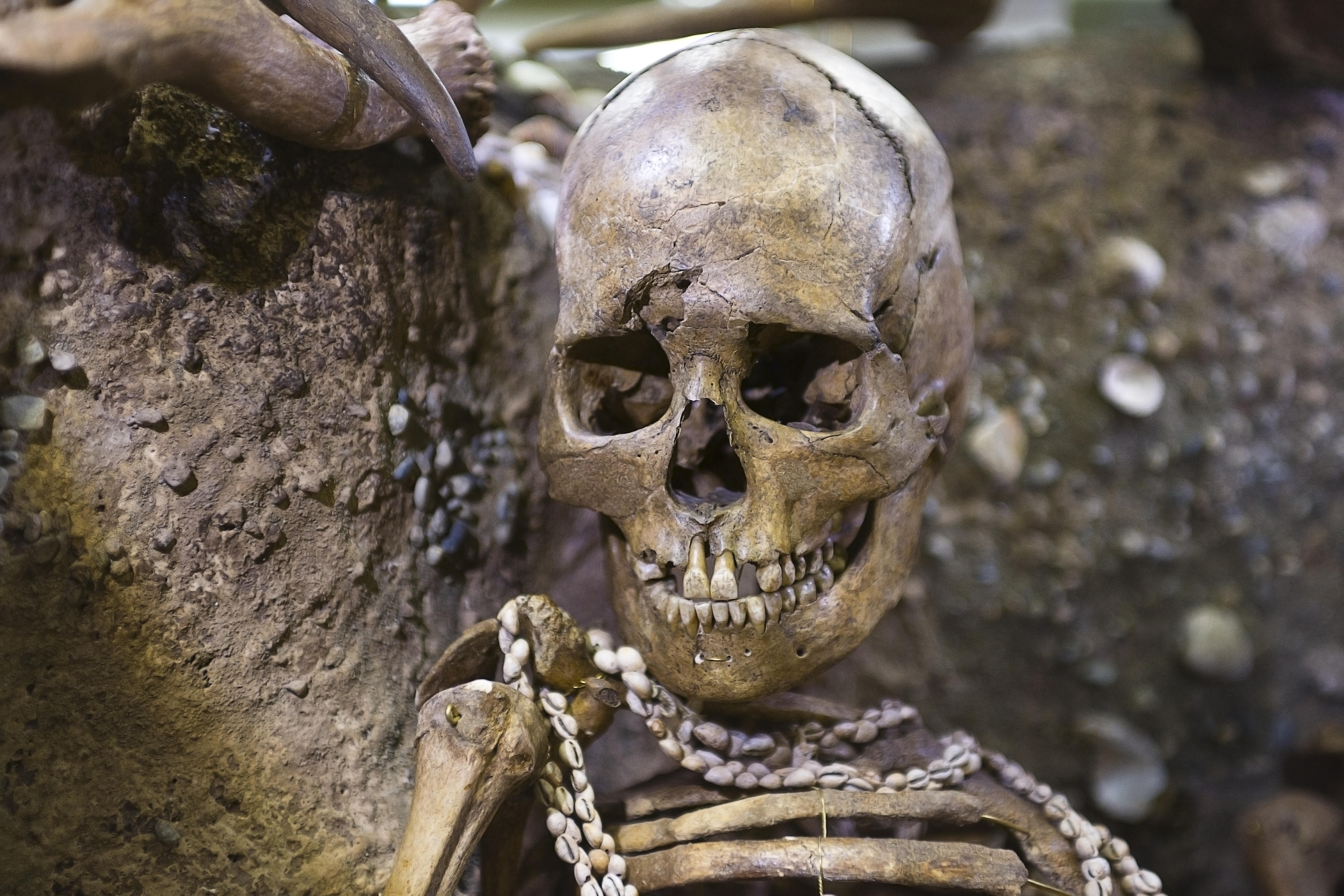
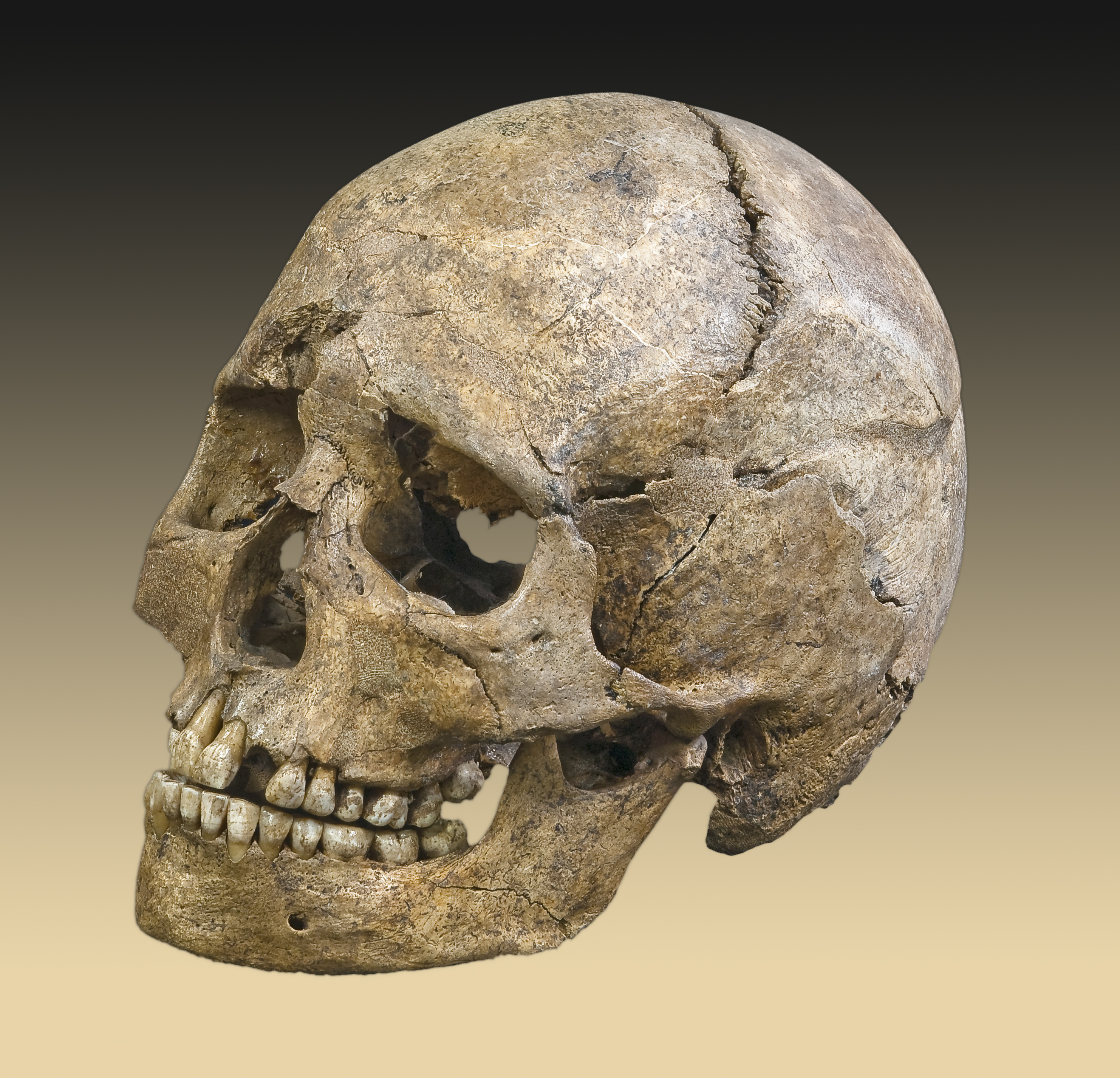

Jeden z pohřbů z Téviec byl věnován do muzea v Toulouse. Kostra vpravo byla považována za mužskou a ta vlevo za ženskou. Při rekonstrukci exponátu (1997 až 2010), byl analyzován antropology, paleontology, archeology, botaniky, zoology, malakology a vědci dalších oborů. Při této nové studii se obě pánve ukázaly být ženského pohlaví. Zejména analýza vzorků DNA potvrzuje, že se jedná o dvě ženy ve věku 25 až 30 let. Byla též vyšetřena mitochondriální DNA jednoho ze dvou jedinců a bez překvapení odpovídá té nejběžnější genetické sekvenci, která je známa u současných Evropanek.
Kostry vykazují stopy násilné smrti. Podle expertizy paleoantropologa a soudních lékařů jsou na lebce kostry vpravo stopy po pěti úderech do hlavy, z nichž dva byly smrtelné, a nejméně jedno poranění šípem mezi očima. Levá kostra vykazuje stopy po dvou úderech do hlavy. Nicméně, někteří archeologové mají za to, že tyto stopy mohou být důsledkem hmotnosti vrstvy zeminy nad pohřbem.
Obě těla byla pečlivě pohřbena v jámě vykopané z poloviny v podloží a z půlky ve vrstvě kuchyňských odpadků (úlomků lastur a kostí), kterými byla jáma zahrnuta. Část hrobu je chráněna střechou z paroží jelenovitých. Pohřební výbava zahrnuje nástroje z pazourku a zejména krátké dýky z kostí kance, a také pohřební klenoty vytvořené z lastur mořských živočichů vrtaných a spojených do náhrdelníků, náramků a řetězů a kruhů na nohy. Některé z kostěných objektů mají ryté linky a další prvky.